# Chiautempan
Chiautempan è un comune del Messico, situato nello stato di Tlaxcala, il cui capoluogo è la località di Santa Ana Chiautempan.
La municipalità conta 66.149 abitanti (2010) e ha un'estensione di 77,09 km².